# Liste der belgischen Botschafter in Spanien
Dies ist eine Liste der Leiter der belgischen Auslandsvertretung in Madrid.
| Ernennung/Akkreditierung | Name                                    | Bemerkungen | ernannt während der Regierung von | akkreditiert bei     | Posten verlassen |
| ------------------------ | --------------------------------------- | ----------- | --------------------------------- | -------------------- | ---------------- |
| 1849                     | Aldephonse Alexandre Félix du Jardin    |             | Charles Rogier                    | Isabella II.         | 1851             |
| 6. Juni 1851             | Eugène Henri Léonard Beyens             |             | Charles Rogier                    | Isabella II.         | 30. Jan. 1853    |
| 1856                     | Gabriel Auguste van der Straten-Ponthoz |             | Pieter Dedecker                   | Isabella II.         | 1856             |
| 1872                     | Jules Greindl                           |             | Jules Malou                       | Amadeus I.           | 1876             |
| 14. Apr. 1891            | Théodore de Bounder de Melsbrœck        |             | Auguste Beernaert                 | Amadeus XIII.        | 1894             |
| 30. Nov. 1919            | Roger de Borchgrave                     |             | Léon Delacroix                    | Amadeus XIII.        | 1931             |
| 1932                     | Robert Everts                           |             | Charles de Broqueville            | Niceto Alcalá Zamora | 8. Aug. 1936     |
| 8. Aug. 1936             | Joseph Berryer                          |             | Paul van Zeeland                  | Manuel Azaña         | 19. Mai 1937     |
| 19. Mai 1937             | Walter Loridan                          |             | Paul-Emile Janson                 | Manuel Azaña         | 1939             |
| 1938                     | Charles de Romrée de Vichenet           |             | Paul-Henri Spaak                  | Francisco Franco     | 1. Nov. 1940     |
| 1. Apr. 1944             | Jacques de Thier                        |             | Hubert Pierlot                    | Francisco Franco     | 15. Dez. 1946    |
| 15. Dez. 1946            | Antoine Beyens                          |             | Camille Huysmans                  | Francisco Franco     | 1951             |
| 1951                     | Eugène II. de Ligne                     |             | Joseph Pholien                    | Francisco Franco     | 1957             |
| 4. Apr. 1957             | Joseph Berryer                          |             | Achille Van Acker                 | Francisco Franco     | 1964             |
| 1963                     | Antoine Beyens                          |             | Théo Lefèvre                      | Francisco Franco     | 1967             |
| 1968                     | Prosper Poswick                         |             | Gaston Eyskens                    | Francisco Franco     | 1972             |
| 1972                     | Robert Vaes                             |             | Gaston Eyskens                    | Francisco Franco     | 1976             |
| 1991                     | Thierry Muûls                           |             | Wilfried Martens                  | Juan Carlos I.       | 1994             |
| 6. Okt. 2004             | Claude Rijmenans                        |             | Guy Verhofstadt                   | Juan Carlos I.       | 1. Apr. 2008     |
| 1. Jan. 2009             | Johan Swinnen                           |             | Herman Van Rompuy                 | Juan Carlos I.       | 1. Aug. 2011     |
| 1. Aug. 2011             | Jan De Bock                             |             | Yves Leterme                      | Juan Carlos I.       |                  |